# Selección de rugby league de Ecuador
La Selección de rugby league de Ecuador es el representante de dicho país en los campeonatos oficiales.
Hasta el momento no ha jugado test oficiales en formato de rugby XIII, pero ha disputado varios torneos en modalidad reducida de rugby league.

## Historia
Su debut en campeonatos oficiales fue en el Torneo Latino de Rugby League de 2015, aunque no pudo llegar a la final, derrotó a la selección de Colombia en fase de grupos.
En junio de 2016, se corona campeón del shield del norte, al vencer en el marcador agregado por 24 a 18 a Colombia, luego de ganar el primer partido 16 a 4, y perder el segundo 8-14, se disputó en formato de nueve jugadores.
En su segundo torneo, esta vez fue el Torneo Latino de Rugby League de 2016, pierde sus dos encuentros, quedándose nuevamente en fase de grupos.

## Participación en copas

### Rugby League Sevens
- Torneo Latino 2015: Fase de grupos[1]

### Rugby League Nines
- Torneo Latino 2016: Fase de grupos[2]

## Palmarés
- Shield del Norte: 2016